# Chordeiles rupestris
Chordeiles rupestris là một loài chim trong họ Caprimulgidae.
Loài này được tìm thấy ở Bolivia, Brazil, Colombia, Ecuador, Peru và Venezuela. môi trường sống tự nhiên của chúng là vùng cây bụi nhiệt đới hoặc cận nhiệt đới, sông, và rừng trước đây suy thoái nặng nề.